# إحسان خان (مهندس معماري)
إحسان خان (بالإنجليزية: Ehsan Khan)‏ هو مهندس معماري باكستاني وبنغلاديشي، ولد في 1964.